# Общество Джона Бёрча
Общество Джона Бёрча (англ. John Birch Society, сокр. JBS) — ультраправая политическая группа в США, стоящая на платформе антикоммунизма, ограничения влияния государства, конституционной республики и личных свобод. В американском политическом спектре (параметры которого отличаются от европейского) движение считается одним из основных представителей радикального правого крыла.
Штаб-квартира общества первоначально располагалась в городе Белмонт, штат Массачусетс, США (1958). В настоящее время она находится в городе Гранд-Шют, штат Висконсин, а региональные отделения располагаются в пятидесяти штатах.

## Взгляды
Движение рассматривает себя как борцов за ограничение власти государства и возврат к традиционным ценностям, сформулированным в американской Конституции на основе, по мнению членов общества, христианских ценностей. Общество Джона Бёрча поддерживает борьбу за личные свободы, против социалистов и коммунистов, противостоит коллективизму, перераспределению общественных благ, экономическому интервенционизму, социализму, коммунизму и фашизму.
Вместе с тем общество противостояло движению борьбы за права человека в 1960-х годах, считая, что в этом движении на ключевых постах присутствуют коммунисты. После принятия в 1964 году закона «О гражданских правах» Общество сочло этот закон нарушением Десятой поправки к Конституции США.
Общество Джона Бёрча считает себя противником так называемого «мирового правительства», стоит на платформе уменьшения иммиграции в США. Оно противостоит таким международным учреждениям, как ООН, НАФТА, и прочим соглашениям о свободе торговли.

## История
Общество основано 9 декабря 1958 года в Индианаполисе, штат Индиана, группой из 12 человек во главе с ушедшим на пенсию фабрикантом кондитерских изделий Робертом Уэлчем-младшим из города Белмонт, штат Массачусетс. Уэлч происходил из религиозной баптистской семьи. После учёбы в трёх разных колледжах, ни один из которых он не закончил, занялся кондитерским бизнесом, оказавшимся довольно успешным.

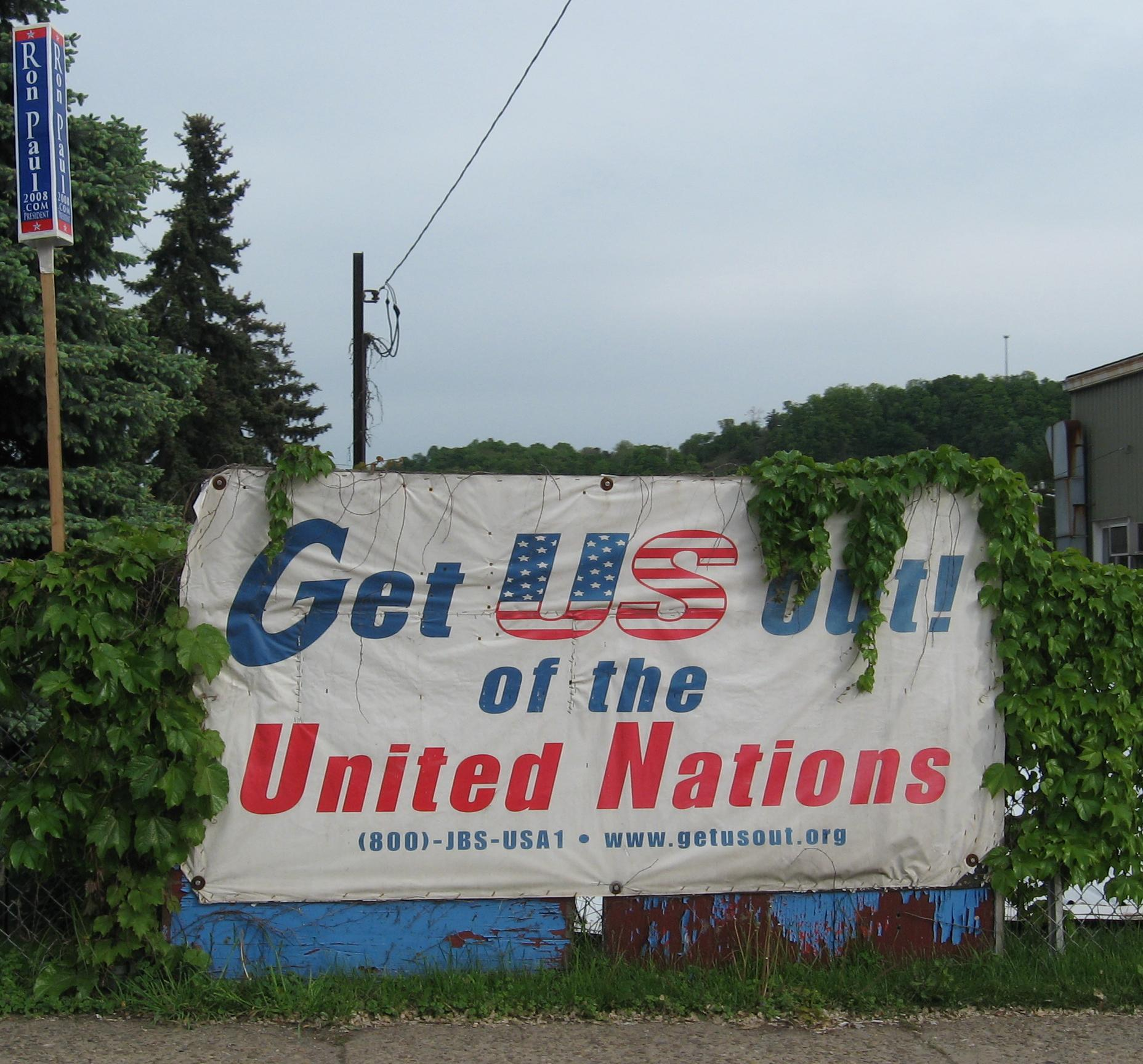
Плакат Общества Джона Бёрча с требованием выхода США из ООН

Общество решило назвать себя в честь Джона Бёрча — баптистского миссионера, убитого китайскими коммунистами в августе 1945 года, вскоре после окончания Второй мировой войны. Уэлч описал Джона Бёрча как неизвестного, но преданного своей стране антикоммуниста, первую жертву Америки в Холодной войне. Сам Уэлч не был знаком с Джоном Бёрчем, однако посвятил его памяти собственную книгу «Жизнь Джона Бёрча».
Другими основателями Общества стали Фред Кох, основатель компании Koch Industries и Ревило П. Оливер, профессор университета Иллинойса. Сохранилась произнесённая во время основания Общества речь Уэлча, в которой он заявляет, что якобы «американское и советское правительство оба находится под контролем одного и того же конспиративного кагала интернационалистов, алчных банкиров и коррумпированных политиков. Предатели внутри правительства США готовы отдать суверенитет страны в руки ООН ради коллективистского Нового Мирового Порядка, управляемого социалистическим мировым правительством».
Деятельность общества свелась к распространению литературы, журналов, видео. В 1959 году Общество начало кампанию за выход США из ООН. Помимо выхода из ООН, Общество также настаивало на выходе США из НАТО и отмене программ социального страхования как «коммунистических».
К марту 1961 года общество насчитывало от 60 до 100 тыс. чел, в целом в 1960-х годах количество региональных отделений доходит до 800. Сам Уэлч описывал структуру следующим образом: «30 человек в главном офисе, около 30 главных координаторов „в поле“, вся их работа оплачивается за счёт Общества. Далее у нас идут около 100 секционных координаторов, которые работают на общественных началах, их труд может оплачиваться частично».
Начиная по крайней мере с 1961 года, Общество начинает широкие лоббистские кампании, включающие в себя организацию образовательных семинаров, подачу петиций и написание писем. Одна из первых таких кампаний собрала до 600 тыс. почтовых открыток и писем с протестами против второго саммита США — СССР. Другая кампания, состоявшаяся в июне 1964 года, и нацеленная против ООН, собрала 51 279 писем от 12 785 человек.
В 1960-х годах основатель Общества, Уэлч, настаивал на том, что борьба администрации Джонсона с коммунистами во Вьетнаме якобы является частью коммунистического заговора с целью захвата США, и требовал вывода войск из Вьетнама, что поставило его вровень с крайне левыми организациями.
В целом, деятельность Общества в 1960-е годы была умеренной. Организация предпочитала составлять коалиции с другими консервативными структурами, однако зачастую получала отказ из-за фантастических теорий заговора Уэлча. Айн Рэнд заявила, что основной проблемой Общества, по её мнению, является отсутствие «ясно определённой политической философии…они не за капитализм, они против коммунизма». В некоторых случаях взгляды Уэлча доходили до явной паранойи; так, он выступал против хлорирования воды («коммунистический заговор»), Норвегии («тайная коммунистическая страна»), Битлз («их песни написаны коммунистами»).
Одним из наиболее скандальных заявлений Уэлча было объявление президента США Дуайта Эйзенхауэра (находился у власти 1953—1961) «фанатичным агентом коммунистического заговора». Близкий к берчистам Уильям Бакли назвал подобные обвинения «параноидальными идиотскими наветами» и безуспешно попытался вычистить Уэлча из Общества.

### Комментарии
1. ↑  В середине 1920-х годов Кох работал в СССР и с тех пор проникся ненавистью к идеологии коммунизма и режиму Сталина.